# Pavel Kunaver
Pavel Kunaver [pávəl kunávər] * 19. december 1889, Ljubljana, † 19. april 1988, Ljubljana.
Bil je slovenski pedagog, pedagoški svetnik, kot drenovec eden od začetnikov slovenskega alpinizma, smučanja, jamarstva, predvojni vodja slovenskih skavtov, povojni soustanovitelj tabornikov, popularizator astronomije, zagovornik varstva narave, amaterski slikar in poljudnoznanstveni pisec.

## Življenje
Rodil se je v Ljubljani v družini Franca Kunaverja, doma iz Dobrove pri Ljubljani, višjega paznika v  takratni prisilni delavnici na Poljanskem nasipu. Mati Celestina Pristav je bila iz Črne vasi na Barju. V družini je bilo pet bratov in ena sestra. Poleg Pavla je znan še Jože /Josip Kunaver (1882–1967), ki je bil prav tako gornik – Drenovec (v Ljubljano je prvi prinesel smuči, ki jih je uporabljal tudi Pavel)
Leta 1910 je končal Državno učiteljišče v Ljubljani, nato je do leta 1919 služboval v osnovnih šolah na Viču in v Spodnji Šiški. Vmes je od 1912 do 1913 opravil tečaj za meščanskošolske učitelje, od 1913 do 1914 je obiskoval učiteljsko akademijo na Dunaju ter hkrati eno leto kot izredni študent študiral geografijo na dunajski univerzi. Deloval je kot predmetni učitelj geografije, zgodovine in slovenščine.
V 1. svetovni vojni je bil od 1915 do 1916 kot črnovojnik v ruskem ujetniškem taborišču Marchtrenk. Od 1917 do 1918 je v neposrednem zaledju soške fronte kot član vojaške skupine za raziskovanje jam najprej na doberdobskem krasu, v glavnem pa v Trnovskem gozdu in na Banjški planoti. Skupaj z Ivanom Michlerjem je na novo raziskal in dokumentiral prek 100 kraških jam. Kot poznavalec krasa je po 1. svetovni vojni opozoril generala Maistra na nevarnost krivične razmejitve in na njegovo pobudo sodeloval v razmejitveni komisiji na enem od kraških sektorjev meje.
Po 1. svetovni vojni je poučeval geografijo na 2. meščanski šoli v Spodnji Šiški (1919–1929), nato je postal njen ravnatelj (1929–1945). Po 2. svetovni vojni je poučeval geografijo na Klasični gimnaziji (1945–1961) in nato astronomijo na gimnaziji v Šentvidu pri Ljubljani (1961–1970).
Njegova sinova sta geograf Jurij Kunaver, ki je izdal knjigo o njem (Pavel Kunaver - Sivi volk : pričevanja o vzgojitelju, geografu, alpinistu drenovcu, jamarju, skavtu - taborniku, astronomu, umetniku, naravovarstveniku in pisatelju, 2018) in alpinist Aleš Kunaver.

## Zunaj šolske dejavnosti
Pavlu Kunaverju so rojenice položile v zibelko tri velike ljubezni: ljubezen do gora, do krasa in jam in ljubezen do zvezd oziroma do astronomije. Naravo je občudoval, spoštoval, raziskoval, opisoval in risal. Za vse kar se mu je zdelo poučno, zanimivo in lepo, je znal navdušiti vso svojo okolico, zlasti mladino, ki jo je imel še posebej rad.
Okoli leta 1910 se je skupaj s prijatelji pridružil neformalnemu planinskemu klubu Dren, ki je pred 1. svetovno vojno kot prvi na Slovenskem med mladimi gojil hojo in plezanje ter smučanje v gorah. Skupaj s starejšim bratom Jožetom, njegovim mladostnim mentorjem, je bil med začetniki smučanja, alpinizma in jamarstva na Slovenskem. Z Ivanom Kovačem in Ivanom Michlerjem je kot prvi brez vodnika preplezal Slovensko smer Triglavske stene. Kot Drenovec je bil tudi med ustanovnimi člani Društva za raziskovanje jam (1910). Do 1. svetovne vojne je v njegovem okviru raziskoval jame na Dolenjskem, risal jamske načrte ter sprva objavljal v Laibacher Zeitung.
Svoja doživetja iz tega obdobja je opisal predvsem v knjigah-uspešnicah Na planine, Ljubljana,1921 in Po gorah in dolinah, Ljubljana 1923, ki so za Slovence, podobno kot leta 1922 izdana prva slovenska poljudnoznanstvena knjiga o krasu Kraški svet in njegovi pojavi, pozneje pa še V prepadih, 1932, takrat pomenile popolno novost. Kunaver velja tudi za začetnika opazovanja in opisovanja Triglavskega ledenika. V svojem dnevniku ga je prvič omenil leta 1905, pozneje, zlasti po 2. svetovni vojni pa mu je posvetil številne članke.
Leta 1923 se je pridružil mladi skavtski organizaciji, ker je v njej videl idealno obliko za vzgojo takratne mladine. Od takrat do 2. svetovne vojne je bil kot starešina Dravske župe vodja slovenskih skavtov. Udeležil se je več mednarodnih skavtskih jamboreejev in konferenc (Kandersteg, Švica, 1926; Arrow Park, Upton, Merseyside, Anglija, 1929; Baden, Avstrija, 1931, Gödölö, Madžarska, 1933) in tako prišel v stik z mednarodnimi skavtskimi krogi, kar mu je dodatno razširilo obzorje. Po vojni je bil med ustanovnimi člani slovenske taborniške organizacije in starešina Zmajevega odreda ter odreda Sivega volka.
Kunaver ni bistveno razlikoval pedagoškega delovanja v šolskih prostorih ali na taborjenjih, ekskurzijah ali izletih. V vseh okoliščinah je skušal dati od sebe vse, kar je znal in zmogel najboljšega, da bi tudi mladi, ki so ga obdajali, odnesli iz narave čim več doživetij in vtisov. Bil je vodja številnih skavtskih in taborniških taborov, pa tudi precej mladinskih raziskovalnih taborov in vodja stotin izletov. Vodil je tudi nekaj raziskovalnih taborov angleške The LePlay Society in The Brathay Hall Exploration Group – Rugby.

## Varstvo naravne dediščine
Kunaver je bil na Slovenskem med prvimi borci za varstvo naravne dediščine, zlasti za varstvo Škocjanskih jam pred onesnaženjem Reke, Postojnske jame in za ohranitev Planinskega polja in Cerkniškega jezera v njuni naravni obliki. Še posebej je zaslužen in se je proslavil z javnim pozivanjem za ohranitev in varstvo Cerkniškega jezera, ki mu je konec šestdesetih let grozila nevarnost umetne ojezeritve. Že pred tem se je v javnosti zavzemal proti izrabi Triglava in njegove okolice za smučarsko turistično središče in proti izrabi voda Bohinjskega jezera, Kamniške Bistrice in Soče za hidroelektrarne. Nekaj let (od 1962 dalje) je vodil komisijo za zaščito jam in jamski turizem.

## Astronomija
Kot eden od pionirjev poljudne astronomije v Sloveniji je s pisano in govorjeno besedo, tudi po radiu, širil astronomsko znanje zlasti med šolsko mladino. V pedagoške namene je ustanovil prve astronomske opazovalnice v Sloveniji, najprej na meščanski šoli v Zgornji Šiški (1939), po vojni pa na Montanističnem inštitutu, na gimnaziji v Šubičevi ulici, na strehi tovarne Vega in na gimnaziji v Šentvidu. Od leta 1939 dalje je več desetletij opravljal redna astronomska opazovanja Sončeve dejavnosti in podatke pošiljal v središče v Zürichu. S področja astronomije je osem njegovih poljudnih knjig, brezštevilni pa so njegovi astronomski in drugi strokovni in poljudnoznanstveni članki, objavljeni večinoma v Planinskem vestniku, v Proteusu, v dnevnem časopisju in v radiu, pred vojno tudi v takratnih mladinskih revijah.

## Priznanja
Kot vzoren učitelj geografije je imel hospitacije za študente Filozofske fakultete in Pedagoške akademije. Za dejavno šolsko in zunaj šolsko pedagoško delo ter številne objave je dobil naslednja priznanja:
- leta 1970, Žagarjeva nagrada in naziv pedagoški svetnik.
- leta 1912 je bil odlikovan s Srebrnim križcem za zasluge s krono za reševanje dijakov na Stolu.
- medalja dela, 1950,
- red zaslug za ljudstvo s srebrnimi žarki, 1968,
- red zaslug za ljudstvo z zlato zvezdo, 1976.
- nagrado mesta Ljubljana, 1974
- Levstikovo nagrado, 1981.

Bil je častni član osmih društev (Prirodoslovno društvo Slovenije, Geografsko društvo Slovenije, Zveza društev za varstvo narave, PD Ljubljana Matica, Jamarska zveza Slovenije, Zveza speleologov Jugoslavije, Društvo za raziskovanje jam Ljubljana in Astronomsko društvo Javornik). Bil je častni starešina taborniškega odreda Sivega volka iz Ljubljane.
Prejel je srebrno in zlato plaketo Zveze tabornikov Slovenije, zlato plaketo Ljudske tehnike in druga priznanja, značke in plakete. 